# Aristóteles Sandoval
Pour les articles homonymes, voir Sandoval.
Jorge Aristóteles Sandoval Díaz, né le 22 janvier 1974 à Guadalajara et mort le 18 décembre 2020 à Puerto Vallarta, est un homme politique mexicain. 
Il occupe le poste de gouverneur de Jalisco du 1er mars 2013 au 5 décembre 2018.

## Biographie
Aristóteles Sandoval naît le 22 janvier 1974 à Guadalajara. Il est le fils du politicien Jorge Leonel Sandoval Figueroa et de Sagrario Díaz. Il étudie Université de Guadalajara et obtient une licence, puis une maîtrise à l'Institut Occidental de Technologie et d'Enseignement Supérieur de Tlaquepaque,.

### Carrière
De 2001 à 2003, Aristóteles Sandoval occupe le poste de conseiller municipal à la mairie de Guadalajara. Il devient maire de la même ville en 2009 ou 2010, jusqu'à 2012. Il est par la suite élu gouverneur de Jalisco, fonction qu'il débute le 1er mars 2013 et termine le 5 décembre 2018. Il est membre du Comité exécutif national du Parti révolutionnaire institutionnel à partir d'octobre 2019. Il démissionne de ce poste en 2020, à la suite de désaccords avec la direction du parti,.

### Assassinat
Le 17 décembre 2020, Aristóteles Sandoval est assassiné de plusieurs balles dans le dos, dans les toilettes d'un restaurant de Puerto Vallarta, malgré sa quinzaine de gardes du corps qui l'accompagnait en permanence. Le cartel de Jalisco Nouvelle Génération est soupçonné d'être derrière l'exécution, tout comme il l'est dans plusieurs affaires d'assassinats et de tentatives d'assassinats contre des collaborateurs de Sandoval et des magistrats et hauts-fonctionnaires de Jalisco entre 2007 et 2018.
Il est enterré au funérarium Gayosso à Guadalajara.

## Publications
- (es) Aristóteles Sandoval, Escuchar y actuar: un nuevo modelo de gestión en Guadalajara, Rayuela, 2012  (ISBN 978-607-95776-2-9).
- (es) Aristóteles Sandoval, ¿En dónde nos perdimos?: manual de transformación urbana; caso de estudio: área metropolitana de Guaddalajara, 2018  (ISBN 978-607-8618-01-9).